# Rina Amiri
Rina Amiri es una activista nacida en Afganistán que es la Representante Especial de los Estados Unidos para las Mujeres, Niñas y Derechos Humanos Afganos.

## Primeros años y educación
Amiri nació en Afganistán, pero cuando tenía cuatro años se convirtió en refugiada. Sus padres se fueron en secreto a través del Paso Khyber de Afganistán a Pakistán, antes de mudarse a la India y luego establecerse en California. Su padre era médico y su madre trabajaría en un banco. Es pariente de Mohamed Zahir Shah, último rey de Afganistán.

## Carrera profesional
En 2002, Amiri experimentó un evento que le cambió la vida cuando el senador de los Estados Unidos, John Kerry, habló en un foro en la Escuela de Derecho y Diplomacia Fletcher de la Universidad Tufts después de los atentados del 11 de septiembre de 2001 y abrió el debate para las preguntas. Atrajo la atención de los medios cuando se puso de pie y dijo que «El color de nuestro cabello y nuestra piel no refleja lo que hay en nuestros corazones y mentes... La población afgana no son los talibanes. Ellos han sido las primeras víctimas de los talibanes».
Posteriormente se convirtió en una codiciada experta y oradora sobre Afganistán. Amiri ha sido entrevistada por medios de comunicación nacionales de los Estados Unidos como CNN y NPR, apareció en NewsHour with Jim Lehrer en PBS, y ha aparecido en programas de televisión de Boston y Nueva Inglaterra. Ha sido citada por los principales periódicos de todo el país y un artículo de opinión que escribió se publicó en The New York Times. Si bien ha insistido en mantener la atención centrada en cuestiones relacionadas con el conflicto en Afganistán, en lugar de en sí misma personalmente, ha discutido su doble identidad como estadounidense que se identifica fuertemente con la cultura afgana.

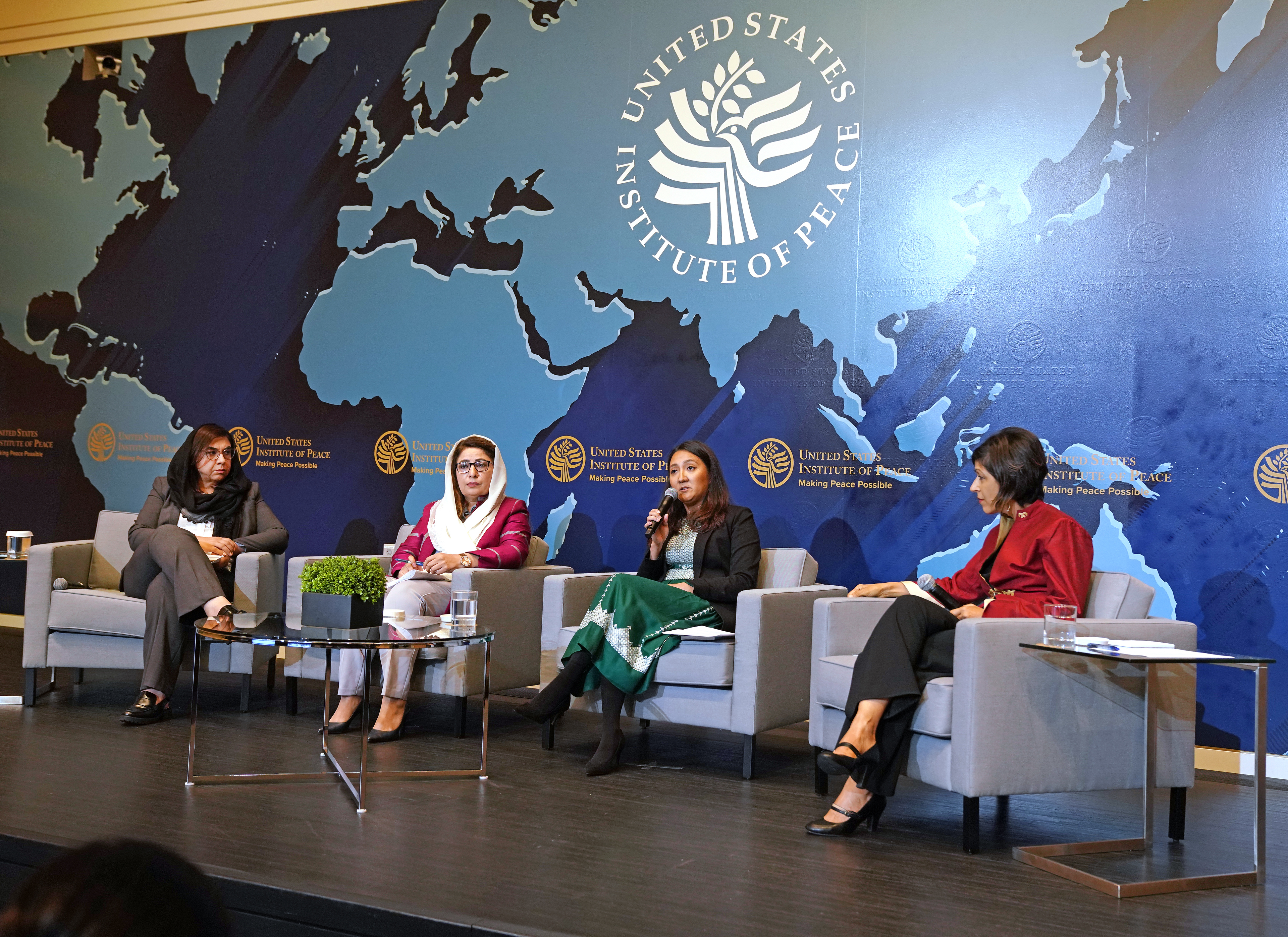
Discusión sobre «Involucrar a las mujeres afganas y la sociedad civil en la formulación de políticas de los Estados Unidos» en 2022. De izquierda a derecha: Palwasha Hassan, Asila Wardak, Naheed Sarabi y Amiri.

Amiri fue asesora de Richard Holbrooke, quien se desempeñó como asesor especial del presidente Barack Obama sobre Afganistán y Pakistán.  En 2015, apareció en el documental The Diplomat sobre la vida de Holbrooke, filmado después de su muerte.
El 29 de diciembre de 2021, el secretario de Estado de los Estados Unidos, Antony Blinken, anunció el nombramiento de Amiri como enviada especial para las mujeres, las niñas y los derechos humanos afganos. El nombramiento se produjo cuando las mujeres del país se enfrentaban a una mayor opresión por parte de los talibanes en el poder. También ha trabajado para aumentar la conciencia internacional sobre la difícil situación de los refugiados afganos que han quedado «varados en todas partes» y enfrentan años de incertidumbre.